# Katana Zero
Katana Zero este un joc 2D de acțiune creat de Askiisoft și publicat de Devolver Digital pentru Microsoft Windows, macOS și Nintendo Switch în 2019.

## Acțiune
Katana Zero nu conține health bar, dar, în schimb, jucătorul care este lovit de către inamici moare instantaneu, foarte similar cu Hotline Miami.
Jucătorul navighează în stânga și dreapta, folosind tastatura sau joystick-ul, pentru a omorî cât mai mulți inamici folosindu-și Katana. Jucătorul se poate feri de gloanțe cu mișcarea sa specială, care poate fi folosită la un timp specific, sau se poate feri de atacuri prin rostogolire.
Jocul mai conține un sistem realistic și dinamic de conversație, pe care jucatorul îl poate întrerupe oricând.